# Najib Balala
Najib Balala (nacido el 20 de septiembre de 1967) es un político keniano que con anterioridad se desempeñó como Secretario del Gabinete de Turismo. Es del origen Hadhrami de Yemen. Era diputado por el distrito electoral de Mvita. Era el líder del Partido del Congreso Republicano de Kenia (RC), un asociado de la Coalición Jubileo.

## Infancia y educación
Nacido en una familia Hadhrami, Balala asistió a Serani Boys primary school, y Kakamega High School, una escuela nacional.Estudió administración de empresas y gestión y liderazgo urbanos internacional en la Universidad de Toronto y el John F. Kennedy School of Government en la Universidad de Harvard.

## Experiencia y Carrera
- Secretario del Centro Cultural Suajili (1993-1996)
- Presidente de la Asociación de Turismo de la Costa (1996-1999)
- Alcalde de Mombasa (1998-1999)
- Presidente de la Cámara de Comercio e Industria (sección de Mombasa) (2000-2003)
- Diputado por la circunscripción de Mvita (27 de diciembre de 2002 - 15 de diciembre de 2007)
- Ministra de Género, Deportes, Cultura y Servicios Sociales (7 de enero de 2003 - 31 de junio de 2004)
- Ministra de Trabajo en funciones (enero - junio de 2003)
- Ministra de Patrimonio Nacional (31 de junio - 21 de noviembre de 2005)
- Diputado por la circunscripción de Mvita (27 dic 2007 - 15 ene 2013)
- Presidente del Consejo Ejecutivo de la OMT (11 nov 2011 - marzo 2012)
- Ministro de Turismo (17 de abril de 2008 - 26 de marzo de 2012)
- Secretario del Gabinete para la Minería (15 de mayo de 2013 - junio de 2015)
- Secretaria del Gabinete de Turismo (junio de 2015 a 2022)

## Política
Balala comenzó su carrera política como alcalde de Mombasa, Kenia.  Luego se eligió para un escaño parlamentario de Mvita en las elecciones generales de 2002. Previamente, Balala se desempeñó como vicepresidente de la Junta de Turismo de Kenia (KTB), presidente de la Asociación de Gobiernos Locales de Kenia y presidente de la Asociación de Turismo de la Costa y Mombasa. 
Balala fue el ministro de Turismo con el servicio más largo, cargo que ocupó desde el comienzo de 2008 hasta el 26 de marzo de 2012, cuando fue despedido durante una remodelación del gabinete. En abril de 2012 formó el Partido Republicano del Congreso de Kenia (RC), que se convirtió en uno de los principales socios de la Coalición Jubileo junto con el presidente Uhuru Kenyatta (TNA), William Samoei Ruto (URP) y Charity Ngilu (Narc).
Como Secretario del Gabinete de Minería revocó licencias concedidas por el gobierno anterior. Ha sido acusado de corrupción por Cortec Mining por solicitar un soborno de casi un millón de dólares para volver a conceder la licencia.
En diciembre de 2023, él, junto con la exsecretaria principal Leah Addah Gwiyo y el socio director de West Consults John Odero, se acusaron de inflar el costo del proyecto para construir una escuela de turismo y se arrestraron. Fue el primer exministro arrestado por cargos de corrupción desde que William Ruto fue elegido en 2022 con una plataforma de luchar contra la corrupción.  